# Sommervögel (Film)
Sommervögel  ist der erste Spielfilm und Liebesfilm des Schweizer Doku-Regisseurs Paul Riniker und erschien 2010 in der Schweiz. In den Hauptrollen wirken mit Roeland Wiesnekker als Res und Sabine Timoteo als verhaltensauffällige Greta. In Französisch erschien die Liebesgeschichte unter dem Titel Le Petit Paradis und in Englisch als Little Paradise.

## Handlung
Durch das enge Schlupfloch einer Libellen-Exuvie schaut die behinderte Annegret Frei, kurz Greta, ihre Um-Welt an. Res steigt bei der Haltestelle Paradiesli aus, um auf dem Campingplatz am Bielersee wieder in die normale Welt einzusteigen, denn er wisse nicht, wohin er sonst gehen könne. Die Campingplatzleiterin bietet ihm einen heruntergekommenen Campingbus gegen zwei Wochen Bewährungsarbeit an. Die 33-jährige Greta mit Behinderung taucht auf dem Campingplatz auf und bemerkt, dass Res auf die Jobausschreibung eines Allrounders den Zuschlag erhalten hat. Sie entdeckt ihn bei der Katzenwäsche und wirft ihm schnell und unverhohlen vor, er sei ein abscheulicher Typ, der ihr den Job weggenommen habe. Die Campingleiterin erklärt ihr, dass er nicht so ein schönes Daheim hätte wie sie, sie könne ihr aber weiterhin in der Küche behilflich sein. So serviert Greta nicht nur die Campinggäste, sondern auch Res. Dabei stellt sie sich und ihre Hobbys wie das Backen von Rüeblitorte dem in ihren Augen einsamen Res vor, der aber lieber allein gelassen sein will und sie abweist.
Verliebt und traurig zugleich kehrt sie nach Hause zurück. Beunruhigt nehmen die Eltern zur Kenntnis, dass sie einen Freund auf dem Campingplatz hat und befürchten einen möglichen sexuellen Übergriff. Gretas Frage nach seinen Hobbys klingt in Res weiter, und er erinnert sich seiner Bikertouren. Die Mitglieder des Motorradclubs bedienten sich jedoch an seiner Harley während seines Aufenthaltes im Gefängnis, um ihre eigenen Motorräder zu sanieren und weisen ihn vom Platz weg. Greta verlässt heimlich das fürsorgliche Elternhaus, will ihn mit einer Rüeblitorte überraschen und seine Freundin sein. Entsetzt widerspricht er ihr, sie verstehe gar nicht, was das bedeute. Die frustrierte Greta vertraut sich nur ihrer Schwester an und gesteht ihren Liebeskummer, möchte zugleich aber auch erfahren, wie diese ihren Ehemann das erste Mal geküsst hat. Die Schwester legt ein gutes Wort für Greta bei der Campingleitung ein, worauf sie fest als Mitarbeiterin von Res angestellt wird. Dabei lehrt Res Greta, Dinge zu reparieren und im Gegenzug lobt und bewundert sie ihn. Zusammen flattern diese beiden Sommervögel umher, zu deutsch auch Tagesfalter, ziellos und ohne grosse Pläne zu schmieden, täglich neu spüren sie während des Sommers die Schmetterlingsgefühle im Bauch, u. a. auf einem Motorradausflug. Mit dem verdienten Geld will Res seine Schuld im Motorradclub wiedergutmachen. Doch diese wollen nichts von einem, der sich noch nicht entschuldigt hat und unter Drogeneinfluss wegen Mordschlages an seinem Freund verurteilt wurde. Dass auch er abgewiesen wird und sich im Kreis dreht, realisiert er und greift zur Flasche, bis er von der Campingleiterin abgewiesen wird. In derselben Nacht stiehlt sich Gerda von zuhause weg, klopft ans Wohnmobil und fragt, ob er sich ihretwegen schäme und sie danach sitzen lasse, wenn sie nun zusammen Sex hätten. Die Eltern entdecken nur Gretas hinterlassene Botschaft, sie liebe Res, und alarmieren sofort die Polizei vor dem Wüstling. Res wird in flagranti verhaftet und eingesperrt. Sein Abstreiten der Tatsache wie auch Gretas Wimmern mildern den Straftatbestand nicht. Res drohen erneut wegen Schändung zehn Jahre Haft. In der Zelle wird Res klar, dass seine Gefühle für Greta echt sind und ihre Liebe ihn nicht abweist.
Die Gerichtsverhandlung nimmt deshalb einen unerwarteten Verlauf, als er sich bei der im Saal anwesenden Partnerin des von ihm ermordeten Freundes entschuldigt und gesteht, dass ihm nichts Besseres als Greta widerfahren konnte. Der Richter wird auf Greta aufmerksam, die sich auf Anraten ihrer Schwester unverzüglich mit dem Taxi zum Gericht begeben hat, als diese laut fragt, ob dies wirklich stimme. Darauf wird die Gerichtsverhandlung vertagt, denn die Juristen müssen die neue Rechtslage überprüfen. Das Happy End ist absehbar.

## Produktion
Das Drehbuch zum Film wurde von Signe Astrup und Eva Vitija-Scheidegger in Zusammenarbeit mit Paul Riniker nach einer Idee von Petra Haas geschrieben. Die reale Geschichte erzählte von einer in bäuerlichen Milieu schwerstbehinderten Frau mit zusätzlichen Problemen wie Inkontinenz und Menstruation. Der Film sollte aber kein behindertengerechter Dokumentarfilm werden. Darauf wurde das Drehbuch in dem Sinne abgeändert, dass eine verhaltensauffällige Person von der Gesellschaft abgewiesen wird und isoliert ist.
Riniker, der bis anhin ausschliesslich Dokumentationsfilme gedreht hat, gelingt es auch in seinem ersten Spielfilm, «Menschen vor der Kamera die natürliche Scheu zu nehmen, sie zu überzeugenden Darstellern ihrer selbst zu machen», meint Michael Sennhauser zum ersten Spielfilm von Riniker. Die Szenenbilder auf dem Campingplatz am Bielersee wie im Haushalt von Gretas Familie wurden von Su Erdt realitätsnah hergestellt. So vermitteln die Rockergruppe aus der Gegend wie die internationalen Campinggäste eine authentische Sommerstimmung in der Schweiz. Die Filmmusik von Marcel Vaid ist mit passenden Liedern angereichert: Mani Matters Hemmige, interpretiert von Stephan Eicher und Immer im Chreis von Markus Schönholzer (Text, Musik und Interpretation).
Beim Schnitt mit Myriam Flury wussten sie nicht bis zuletzt, ob der Film nicht in die Komödie abstürze oder ein Feelgoodmovie entstünde, meint Riniker im Beiblatt zum Filmfestival Locarno 2010.
Sommervögel wurde trotz Regen am 63. Locarno Film Festival im August 2010 gezeigt und kam ab 28. Oktober 2010 in die Deutschschweizer Kinos.

## Kritik
«Paul Riniker beweist mit seinem Spielfilm-Erstling Sommervögel, wie man mit der Menschenkenntnis eines Dokumentarfilmers grosses Schauspielerkino macht», so die NZZ. Florian Keller äussert sich anlässlich der Filmpremiere in Locarno über Riniker wie folgt: Jugendliche Frische sei keine Frage des Alters. Und Matthias Lerf meint, die beiden Sommervögel höben am Locarno Festival ab und verbreiteten Glücksmomente.
Riniker bringt einen grossen Erfahrungsschatz mit von seinen Dokumentarfilmen über gesellschaftliche Aussenseiter, deshalb wirke die Geschichte, so OutNow, «überaus authentisch und niemals konstruiert». Dagegen sei das plumpe Happy End «erschreckend zahm und einfallslos». Ansonsten hätte «ein gelungener Abschluss dieses unterhaltsame Werk stimmig abgerundet». OutNow bewertet den Film mit 4.5 von 6 Punkten.
Benny Furth geht mit dieser Kritik einig. Auch er findet das Happy End minimalistisch zurechtgebogen. Die Frage nach der Zukunft des aussergewöhnlichen Paares werde dadurch rosig verharmlost. Ansonsten wäre Sommervögel ein «rundum gelungener, kleinen Schweizerfilm», den er mit 4.5/6 bewertet.

## Auszeichnungen
Prix du Public 2010 an den Solothurner Filmtagen.